# Phosphoalcyne

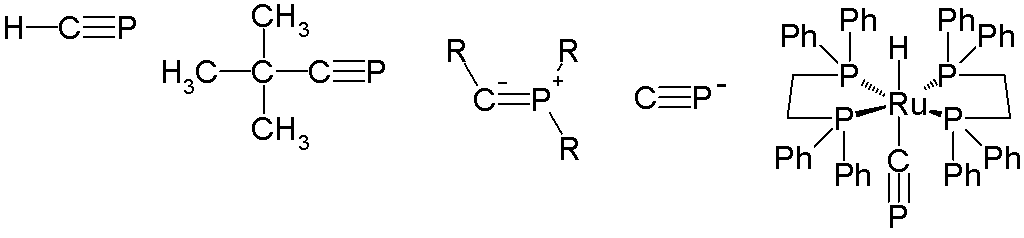
Création d'un lot de phosphoalcynes

En chimie, un phosphoalcyne est une molécule qui possède une liaison triple phosphore-carbone. Ce type de composé chimique est étudié en chimie organique, mais n'existe pas en dehors des laboratoires.
Il y a deux types de phosphoalcynes. L'un est plus lourd que la nitrile (R-C≡N). L'autre possède cinq liaisons de valence du phosphore, cette molécule peut aussi être décrite comme un ylure de phosphore ou un phosphanocarbène. En 2010, le complément phosphorique du isonitriles R-P+≡C− appelé isophosphoalcynes n'a pas encore été observé.
En 1950, H. Albers a pour la première fois rapporté l'existence du composé parent des phosphoalcynes (type A), le Méthylidynéphosphane (H-C≡P). Ce composé fut identifié par spectroscopie infrarouge et sa synthèse fut améliorée grâce aux travaux de Manfred Regitz en 1987. La synthèse du premier phosphoalcyne thermodynamiquement stable, qui possède un groupe tert-butyle comme substitut R, a été rapporté en 1981 par Gerd Becker et Werner Uhl. Ces phosphoalcynes présentent des réactions d'addition 1,2, ainsi que des cycloadditions lorsqu'elles réagissent.
En 2000, Guy Bertrand a rapporté l'existence de la première structure de type B. Puisque l'angle de liaison de P-C-R est 152,6 degrés, ce type de molécule serait mieux décrite comme un vinyle ylure de phosphore (B2).